# 734
Cette page concerne l'année 734  du calendrier julien. Pour l'année 734 av. J.-C., voir 734 av. J.-C.
L'année 734 est une année commune qui commence un vendredi.

## Événements
- Avril-mai : Obeid Allah ibn el-Habhab est nommé gouverneur d’Ifriqiya (fin en 741) Il fait construire la mosquée Zitouna à Tunis et l'arsenal de la Marine[1].
- 25 novembre[2] : Bilge Kaghan meurt empoisonné. Le second empire turc survit quelque temps sous les règnes de ses fils Izhan Kaghan (734-740) et Tengri Kaghan (740-741) puis de l’usurpateur Ozmich Kaghan (741-743)[3].

- Charles Martel vainc les Frisons sur la rivière Borden (Boarn) au terme d'une expédition terrestre et navale, et tue leur chef Poppo. Il quitte pécipitament la Frise pour intervenir en Bourgogne et en Aquitaine[4].
- Le gouverneur arabe de Narbonne, Jussef Ibn Abd-er-Rhaman conclut un traité avec le duc de Provence Mauronte qui lui livre Arles et Avignon pour se défendre des incursions des Francs dans la vallée du Rhône[5].
- Expédition musulmane contre la Sicile[6].
- Les premiers Arabes pénètrent au Ghana, où les souverains berbères sont encore au pouvoir et gouvernent un peuple de cultivateurs Soninké ou Sarakolé. L’occupation du Maghreb par les Arabes favorise le trafic de l’or et des esclaves entre le Ghana et Sidjilmâsa, et du même coup, son expansion et sa richesse[7].

## Décès en 734
- 25 novembre : Bilge, Kaghan des T’ou-kiue (Turcs).
- 27 novembre : Bilhilde d'Altmunster, religieuse bénédictine, fondatrice et mère abbesse du monastère d'Altmünster près de Mayence[8].